# Hyphoderma nemorale
Hyphoderma nemorale ist eine Ständerpilzart aus der Familie der Fältlingsverwandten (Meruliaceae). Sie bildet teppichartige, membranöse Fruchtkörper von weißlicher Farbe aus und wächst auf Totholz von Bedecktsamern. Die Art ist in weiten Teilen Europas verbreitet.

## Merkmale

### Makroskopische Merkmale
Hyphoderma nemorale besitzt für die Gattung Hyphoderma typische, resupinate, membranös-wachsartige Fruchtkörper. Sie sind weißlich bis cremefarben. Ihr Hymenium ist unter dem bloßen Auge glatt, der Rand ist nicht klar konturiert.

### Mikroskopische Merkmale
Wie bei allen Hyphoderma-Arten ist die Hyphenstruktur von Hyphoderma nemorale monomitisch, weist also ausschließlich generative Hyphen auf. Die 3–5 µm breiten Hyphen sind hyalin und vereinzelt dickwandig, die Septen weisen stets Schnallen auf. Die Art weist zwei verschiedene Typen von Zystiden auf: Die einen sind röhrenförmig, dünnwandig und ragen mit 50–100 × 6–10 µm nur leicht über die Fruchtschicht hinaus; sie sind nur schwer zu entdecken. Die anderen sind leicht köpfchenförmig rund 20–40 × 5–7 µm groß und vergleichsweise zahlreich. Die Basidien der Art sind keulen- bis annähernd urnenförmig, inkrustiert und mittig tailliert, besitzen vier Sterigmata und messen 25–35 × 6–8 µm. An der Basis besitzen sie eine Schnalle. Ihre Sporen sind zylindrisch, hyalin und dünnwandig. Sie messen 10–12 × 4–5 µm und besitzen einen großen Öltropfen im Protoplasma.

## Verbreitung
Die bekannte Verbreitung der Art umfasst weite Teile Europas vom Atlantik bis zum Kaukasus. Ihr Vorkommen in Nordamerika gilt als unsicher.

## Ökologie
Hyphoderma nemorale wächst auf Totholz von Bedecktsamern in der Initialphase. Wirtsarten sind unter anderem Seidelbaste (Daphne spp.), Breitblättrige Steinlinden (Phyllirea latifolia) und Hunds-Rose (Rosa canina).